# 나카모즈촌
나카모즈촌(일본어: 中百舌鳥村)은 일본오사카부 오토리군·센보쿠군에 설치되었던 촌이다. 현재의 사카이시 기타구와 사카이구 일부에 해당한다.